# دی‌اف‌کی دایناوا
دی‌اف‌کی دایناوا (انگلیسی: DFK Dainava) یک باشگاه فوتبال در کشور لیتوانی در الیتاس است که در سال ۲۰۱۴ تأسیس شد.